# Ocna Șugatag
Ocna Șugatag – wieś w Rumunii, w okręgu Marmarosz, w gminie Ocna Șugatag. W 2011 roku liczyła 1242 mieszkańców.